# Powiat Oels

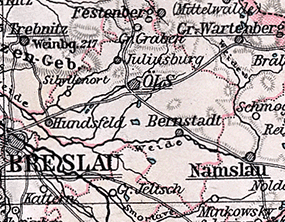
Powiat Oels

Powiat Oels (niem. Kreis Oels, pol. powiat oleśnicki) – niemiecki powiat istniejący w okresie od 1742 do 1945 r. na terenie Śląska.
Po podziale prowincji Śląsk w 1816 r. powiat Oels włączono do rejencji wrocławskiej. W 1818 r. część terytorium powiatu przekazano do powiatu Groß Wartenberg. Pisownia nazwy miasta i powiatu Oels i Öls były początkowo stosowane równorzędnie, dopiero w 1913 r. urzędowo ustalono nazwę Oels. W 1919 r. zlikwidowano prowincję Śląsk, powiat Oels włączono do prowincji Dolny Śląsk. W 1928 r. miasto Psie Pole i część przyległego majątku włączono do Wrocławia. W 1938 r. zlikwidowano prowincję Dolny Śląsk, powiat Oels włączono do prowincji Śląsk. W 1939 r. Kreis Oels przemianowano na Landkreis Oels. W 1941 r. zlikwidowano prowincję Śląsk, powiat Oels włączono do prowincji Dolny Śląsk. W 1945 r. terytorium powiatu zajęła Armia Czerwona i znalazł się on pod administracją polską.
W 1910 r. powiat obejmował 238 gmin o powierzchni 900,02 km² zamieszkanych przez 65.408 osób.